# Francisco Rollemberg
Francisco Guimarães Rollemberg (Laranjeiras, 7 de abril de 1935) é um político brasileiro, filiado ao Podemos (PODE).
Foi senador pelo estado de Sergipe, de 1987 a 1995. Em Laranjeiras, iniciou seus estudos na escola da professora Zizinha Guimarães. Em 1945, matriculou-se em Aracaju, no colégio Tobias Barreto, dirigido pelo professor Alcebíades Melo Vilas Boas, concluindo o curso ginasial. Prosseguiu os estudos no Ateneu Sergipense, em 1950, e a 3ª série, em Salvador, no Colégio Central da Bahia. Em 1954, ingressa na faculdade de medicina da Bahia, colando grau em 1960. Volta para Sergipe e se especializa em cirurgia.
Foi o primeiro médico de Sergipe a ir para o Colégio Brasileiro de Cirurgiões, através de concurso (SANTOS, Osmário. Memória de polítidos de Sergipe no século XX. Aracaju: Gráfica Editora J. Andrade, 2002). Formou-se, também, em direito pela Universidade de Uberlândia. Foi deputado federal por Sergipe por quatro legislaturas, entre 1971 a 1987, e senador de 1987 a 1995. Concorreu ao governo de Sergipe, em 2002, com João Alves Filho e José Eduardo de Barros Dutra, depois presidente da Petrobrás, perdendo para o primeiro. É irmão de Heráclito Rollemberg, que foi prefeito de Aracaju e também Senador por Sergipe.
Mandatos (na Câmara dos Deputados):
Deputado Federal, 1971-1975, SE, ARENA. Dt. Posse: 01/02/1971; Deputado Federal, 1975-1979, SE, ARENA. Dt. Posse: 01/02/1975; Deputado Federal, 1979-1983, SE, ARENA. Dt. Posse: 01/02/1979; Deputado Federal, 1983-1987, SE, PDS. Dt. Posse: 01/02/1983.
Na Câmara dos Deputados foi autor d projeto de lei nº  3.476, de 1984 que, em sendo aprovado, eleva a cidade de Laranjeiras, no
Estado de Sergipe, à categoria de Monumento Nacional brasileiro.